# Lagoa do Barro do Piauí
Lagoa do Barro do Piauí é um município brasileiro do estado do Piauí. Localiza-se à latitude 08°28'31" sul e à longitude 41°31'42" oeste, com 387 metros de altitude. Tem cerca de 4.656 habitantes, distribuídos em 366,47 km2 de área
Dentre os municípios com maior variação nominal do PIB no país em 2018, Lagoa do Barro do Piauí apresentou o maior crescimento, da ordem de 374,01%. Em 2017, o município havia registrado um PIB de R$ 37,3 milhões, tendo aumentado para R$ 176,8 milhões em 2018. Lagoa do Barro subiu 2.420 posições no ranking do PIB dos municípios do país, passando da posição 5.271, em 2017, para a posição 2.851, em 2018. Esse aumento expressivo no PIB deveu-se aos investimentos realizados no município para a criação de complexos de geração de energia eólica.

## Aspectos geográficos
Tem como limites os municípios de São Francisco de Assis do Piauí e Campo Alegre do Fidalgo ao norte, Queimada Nova a leste, Capitão Gervásio Oliveira a oeste, por fim, Dom Inocêncio, estado de Pernambuco e o estado da Bahia ao sul.
Basicamente o município é formado por dois conjuntos de unidades geológicas, são eles:
- Cobertura sedimentar;
- Embasamento cristalino.

O município de Lagoa do Barros apresenta solos provenientes da alteração de lateritos, granitos, filito, mármore, quartzito, xisto, itabirito, quartzito e gnaisse, são rasos ou pouco espessos, jovens, às vezes pedregosos.
Dentre os solos regionais predominam latossolos álicos e distróficos de textura média a argilosa. Secundariamente apresenta solos podzólicos vermelho-amarelos, textura média a argilosa, fase pedregosa e não pedregosa, além de areias quartzosas, que compreendem solos arenosos essencialmente quartzosos, profundos, drenados, desprovidos de minerais primários, de baixa fertilidade.
As principais formas de relevo encontradas na região são: chapadas baixas, relevo plano com partes suavemente onduladas com altitudes variando de 150 a 300 metros; chapadas altas, com relevo plano, com grandes mesas recortadas e superfícies onduladas com relevo movimentado, encostas e prolongamentos residuais de chapadas, desníveis e encostas mais acentuadas de vales e elevações.

## Subdivisão de planejamento
O “Planejamento Participativo para o Desenvolvimento Sustentável” é um recurso, cunhado pelo Governo do Estado, que visa desenvolver um amplo e participativo processo de planejamento territorial. Além de definir estratégias de desenvolvimento de médio e longo prazo, tal planejamento tem como ênfase a elaboração e implementação de planos regionais, tornando fundamental a participação efetiva dos municípios e comunidades.
No plano estadual de desenvolvimento o município se situa:
- Macrorregião dos Semiáridos Piauienses;
- Território Integrado da Serra da Capivara;
- Aglomerado 17.

## Economia
| |        |
| \| Impostos \| 4 % \| \| Serviços \| 78,5 % \| \| Agropecuária \| 6,6 % \| \| Indústria \| 10,9 % \| |        |
| Impostos                                                                                             | 4 %    |
| Serviços                                                                                             | 78,5 % |
| Agropecuária                                                                                         | 6,6 %  |
| Indústria                                                                                            | 10,9 % |

Predominantemente a economia municipal se sustenta nas atividades do setor de prestação de serviços, seguido pelo setor de indústrias. Até 2000, estimava-se que 82,3% enquadravam-se no perfil de economicamente ativa, com rendimentos entre meio e cinco salários mínimos.
O município produz um Produto Interno Bruto a preço corrente de 19.197 mil reais anuais, o que constitui uma renda per capita anual de 4.232,98 mil reais, e de 352,75 reais mensais. O maior valor bruto constituinte do PIB municipal provém das atividades de prestação de serviço, que corresponde a 78,5% do seu valor total.
Até 2012 a composição econômica do município era caracterizada da seguinte forma:
- Imposto sobre produtos líquidos de subsídio: R$ 764,00
- Valor bruto da agropecuária: R$ 1.263,00
- Valor bruto da indústria: R$ 2.100,00
- Valor bruto dos serviços: R$ 15.069,00

## Hidrografia
O principal recurso hídrico do município é o Rio Itaquatiara, pequeno rio temporário que deságua no Rio Canindé, afluente do grande Parnaíba. Possui ainda alguns riachos secundários de importância hídrica como Areia, Gameleira, Emparedado e Caraíbas. Com uma média pluviométrica anual de cerca de 500 mm, o município de Lagoa do Barro apresenta acentuada deficiência hídrica.
Uma alternativa à escassez das águas pluviais é a utilização das águas subterrâneas, que no município podem ser encontradas nos dois domínios hidrogeológicos predominantes: rochas cristalinas e coberturas colúvio-eluviais.
As rochas cristalinas representam o que é denominado comumente de “aqüífero fissural” e representam cerca de 60% da área total do município. Compreendem uma variedade enorme de rochas pré-cambrianas, que no caso da águas subterrânea se traduz por reservatórios aleatórios, descontínuos e de pequena extensão. Nesse contexto, em geral, as vazões produzidas por poços são pequenas e a água, é, na maior parte das vezes, salinizada. Essas condições definem um potencial hidrogeológico baixo para as rochas cristalinas, contudo possui considerável importância como alternativa ao abastecimento estratégico em períodos prolongados de estiagem.
Os depósitos colúvio-eluviais correspondem a coberturas de sedimentos detríticos e com idade tércio-quaternária. Embora recubram cerca de 40% da área do município, têm pouca expressão como mananciais para captação de água subterrânea, em função das suas reduzidas espessuras e das características inadequadas ao armazenamento de água superficial.

## Aspectos Sociais

### Demografia
Como mostra os dados levantados pela Fundação de Estudos Sociais e Econômicos do Piauí, o município de Lagoa do Barro apresenta um quadro de desenvolvimento populacional não linear. Entre os anos de 2000 e 2010 a região apresentou aumento no quadro populacional, contudo passando nesse intervalo por um acréscimo seguido de diminuição.
Entre 2000 e 2010, a população de Lagoa do Barro do Piauí cresceu a uma taxa média anual de -0,42%. Estima-se que até 2010, apenas 22% da população do município residia em área urbana, e que 51% da população total eram do sexo masculino.

### IDH
De acordo com o censo 2010 o Índice de Desenvolvimento Humano de Lagoa do Barro do Piauí é 0,502. O município na faixa de Desenvolvimento Humano Baixo (< 0,599). A dimensão mais avançada e que constitui esse índice é Longevidade, a qual apresenta um índice de 0,744, já o menor desempenho é no índice Educação, com 0,358.
Apesar de ainda estar na faixa de baixo desenvolvimento, o município já acumula consideráveis avanços. Analisando a evolução obtida entre os anos de 1991 e 2010 tem-se que o IDH do município passou de 0,173 para 0,502, o que implica uma taxa de crescimento de 190,17%. No município, a dimensão cujo índice mais cresceu em termos absolutos foi Educação, seguida por Longevidade e por Renda.
Entre 2000 e 2010, a expectativa de anos de estudos quase que dobrou, passando de 4,67 anos para 8,10 anos de estudo, fator que contribui para a elevação do indicador Educação no município.

### Índice de Gini
O Índice de Gini é um indicador que mede o grau de concentração de renda. Aponta a diferença entre os rendimentos dos mais pobres e dos mais ricos. Quanto mais próximo de zero esse índice indica a melhora na igualdade socioeconômica da região.
A renda per capita média do município cresceu 87,90% nas últimas duas décadas, passando de R$ 81,22, em 1991, para R$ 152,61, em 2010. A proporção de pessoas pobres, ou seja, com renda domiciliar per capita inferior a R$ 140,00 (a preços de agosto de 2010), passou de 78,48%, em 1991, para 62,64%, em 2010.
Apesar do crescimento na renda per capita do município, o período entre os anos de 1991 e 2000 se produziu um agravo na desigualdade de renda no municio. O Índice de Gini, que em 1991 era de 0,42, passou para 0,59, em 2010.

## Clima
O clima é caracteristicamente semiárido tropical quente e com chuvas de verão. Segundo o cenário de umidade relativa do ar, o município encontra-se na região mais seca do semiárido piauiense, sendo considerado, segundo os parâmetros de classificação climática de Thornthwaite, ambiente semiárido (D).
O verão é a estação de maior pluviosidade. De acordo com a Köppen e Geiger a classificação do clima é BSh. Em Lagoa do Barro do Piauí a temperatura média é 26.3 °C, sendo outubro e novembro os meses mais quentes, com médias de temperatura de 27,7 °C. Anualmente a média de pluviosidade varia em torno dos 531 mm.
No mês de agosto a média pluviométrica chega a 0 mm, caracterizando assim o mês mais seco do ano. O mês de maior precipitação é março, com uma média de 126 mm. Julho é o mês de menores temperaturas, com média de 24.3 °C. O mês mais seco tem uma diferença de precipitação 126 mm em relação ao mês mais chuvoso. Ao longo do ano as temperaturas médias variam 3.4 °C.
Estando a uma altitude 387 metros, o município pertence à mesorregião climática do Semiárido Piauiense, compondo a sub-bacia do Rio Parnaíba, representada pelo Rio Piauí. As temperaturas costumam ser estáveis na maior parte do ano, apresentando razoáveis temperaturas na maior parte do período. Apresenta um comportamento climático típico das regiões semiáridas do nordeste, fator que contribui para a ocorrência de médias de temperaturas um pouco mais baixas em relação aos municípios do semiárido transicional do Piauí.